# Museo Van Gogh
El Museo Van Gogh es una pinacoteca ubicada en Ámsterdam, Países Bajos, que alberga una colección de obras del pintor neerlandés Vincent van Gogh.

## Historia
Al morir Vincent van Gogh, a la edad de 37 años, dejó el extenso legado de su obra, de aproximadamente 900 pinturas y unos 1.100 dibujos. De éstos había logrado vender pocos y regalado algunos a sus amistades. Sus bienes fueron heredados por su hermano menor, el comerciante de arte Theo van Gogh. Este había coleccionado, además de las obras de su hermano Vincent, otras de los artistas Paul Gauguin, Henri de Toulouse-Lautrec, Léon Lhermitte y Jean-François Millet. Lamentablemente Theo murió un año después de Vincent, por lo que la herencia fue administrada por su viuda Johanna van Gogh. Ella reemigró a los Países Bajos, donde organizó las primeras exhibiciones con las obras de Vincent van Gogh y contribuyó fundamentalmente a la difusión y el conocimiento público del artista. En 1905 tuvo lugar la primera gran exposición, en el Stedelijk Museum en Ámsterdam, mientras que el Rijksmuseum se negó a aceptar obras de Vincent en préstamo. 
Debido a que Vincent hizo varias versiones del mismo tema, Johanna van Gogh pudo vender algunas pinturas de la colección, sin dar la impresión general de reducirla.
Johanna van Gogh promovió también tempranamente la publicación de las cartas de su marido en varios idiomas. Después de la muerte de Johanna van Gogh, el hijo, el ingeniero Vincent Willem van Gogh (1890-1978), heredó la colección y la puso a disposición de varios museos en calidad de préstamo, hasta que en 1962 creó la Fundación Vincent Van Gogh, a la que encomendó la colección. Las pinturas se exhibieron en exposición permanente en el Stedelijk Museum, hasta que el Museo van Gogh abrió sus puertas en 1976.

## Edificio
El museo consta de dos edificios. La construcción original es obra del arquitecto holandés Gerrit Rietveld (1888-1964) y fue inaugurado en 1973. El arquitecto del ala de exposiciones fue Kishō Kurokawa, siendo terminada en 1998 por Gojko.

## Colección

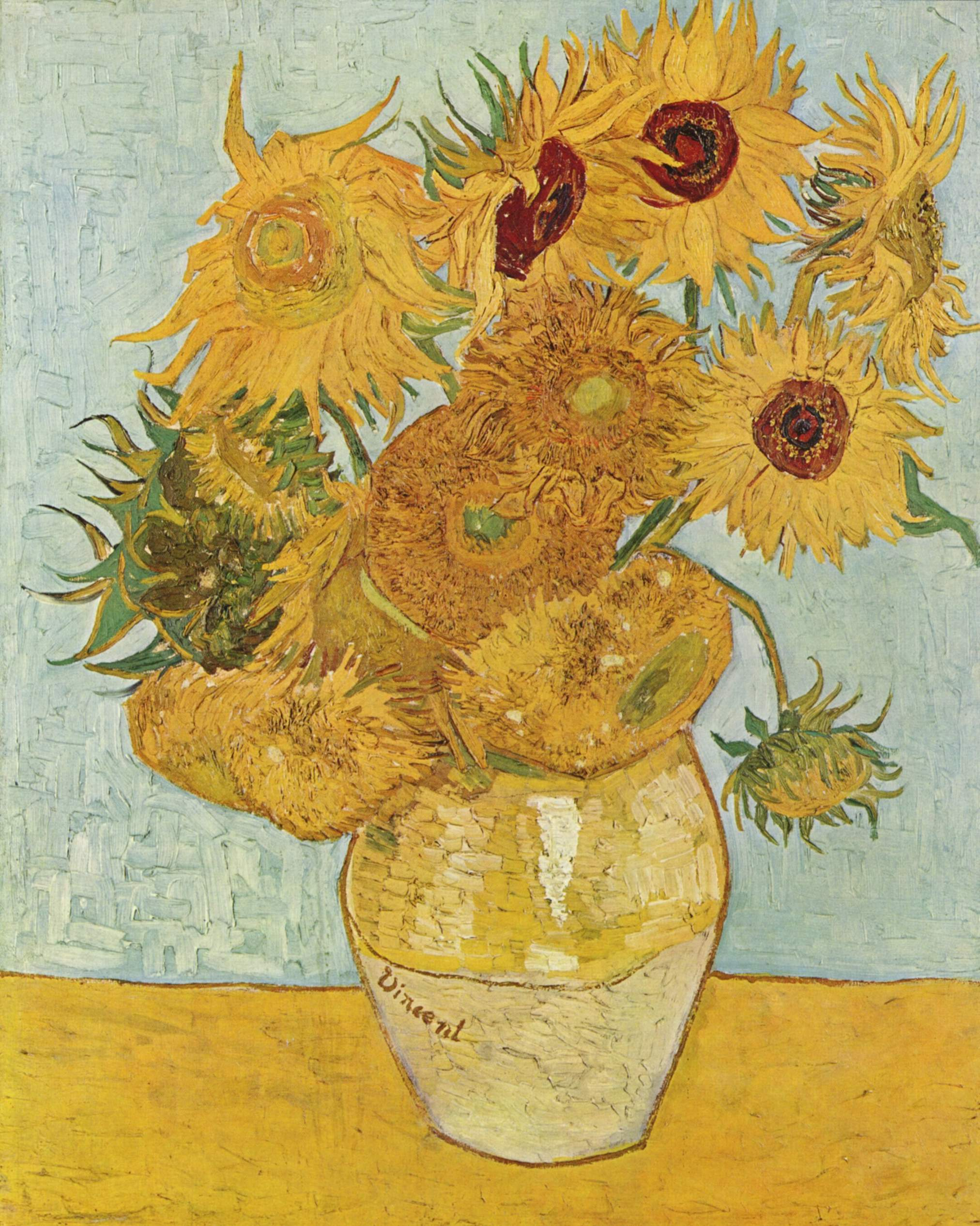
Los girasoles, en el Museo Van Gogh, de Ámsterdam.

El museo posee 213 pinturas de Vincent van Gogh, de todos sus periodos de creación, y unos 406 dibujos. Entre las obras principales expuestas se encuentran Los comedores de patatas, “La habitación en Arlés” y una versión de “Los girasoles”. Además, el museo tiene la custodia de la mayoría de las cartas de Vincent van Gogh. La colección de obras de artistas del siglo XIX iniciada por Theo van Gogh ha sido ampliada continuamente con recursos de la fundación, de modo que el museo cuenta también con obras de artistas como: Alma-Tadema, Bernard, Boulanger, Breton, Caillebotte, Courbet, Couture, Charles-François Daubigny, Maurice Denis, Gauguin, Jozef Israëls, Jongkind, Manet, Anton Mauve, Millet, Monet, Pissarro, Puvis de Chavannes, Redon, Seurat, Signac, Toulouse-Lautrec, Kees van Dongen y Franz von Stuck.

## Obras en exhibición

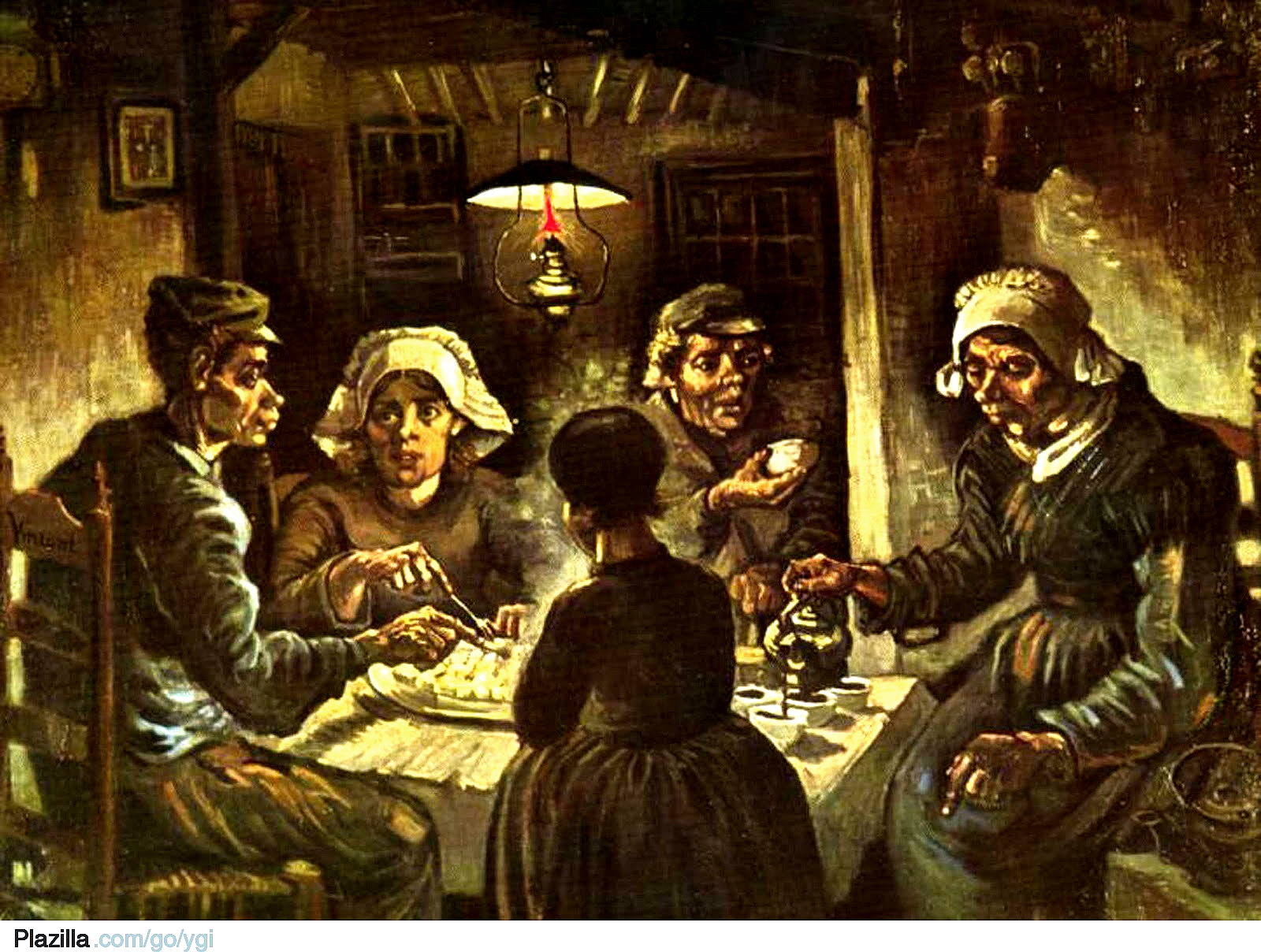
Vincent van Gogh: Los comedores de patatas
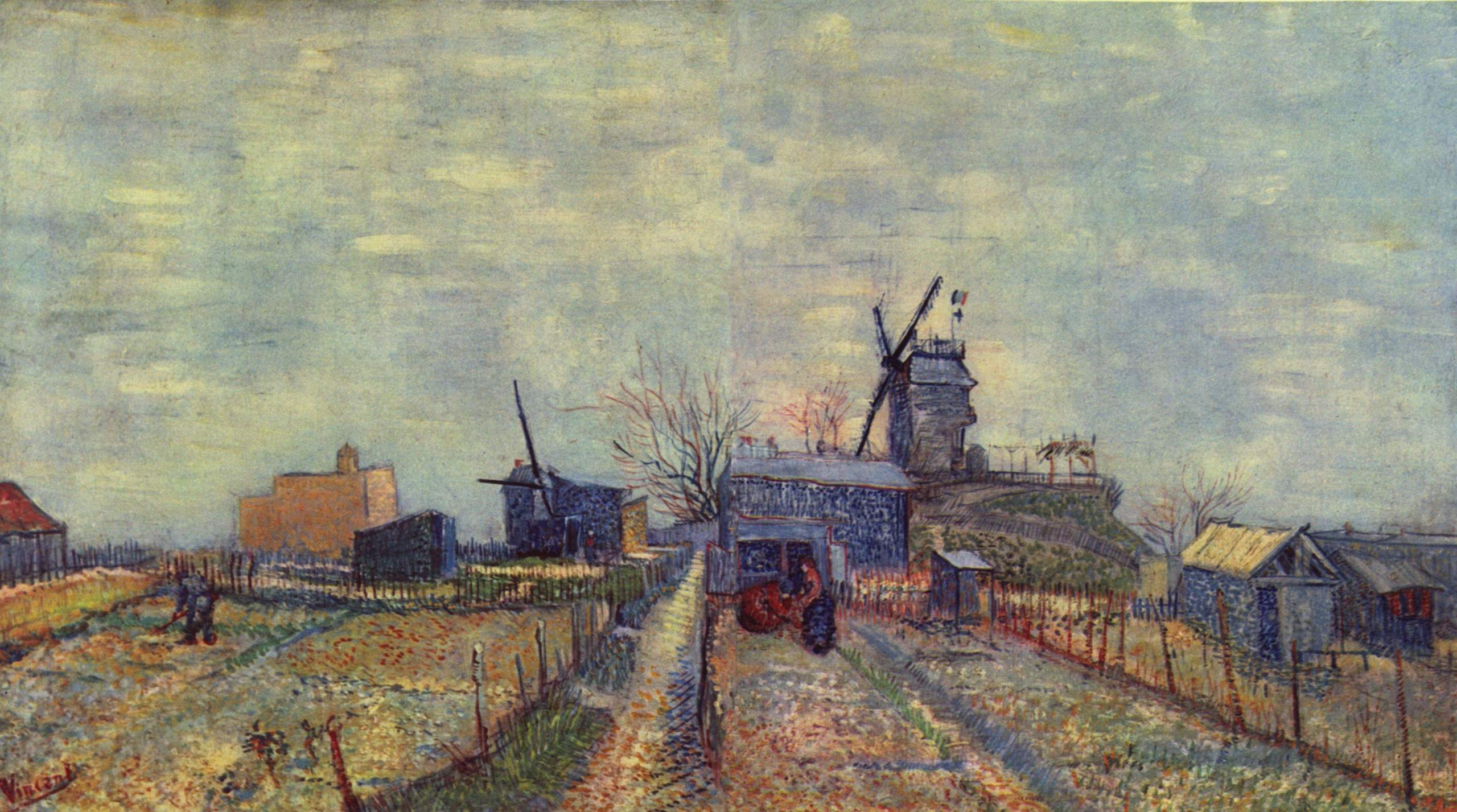
Vincent van Gogh: Huerto en Montmartre
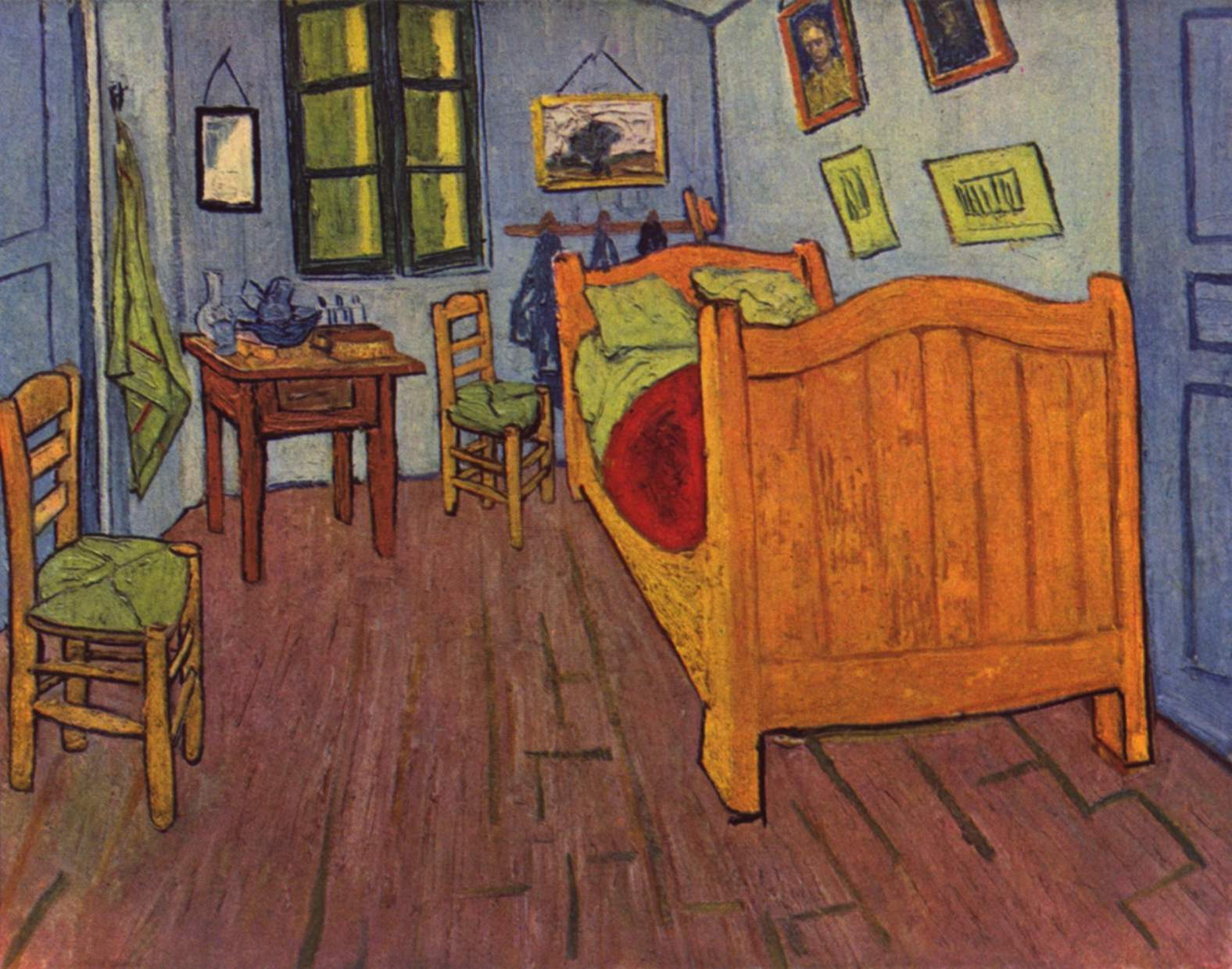
Vincent van Gogh: Habitación de Vincent en Arlés
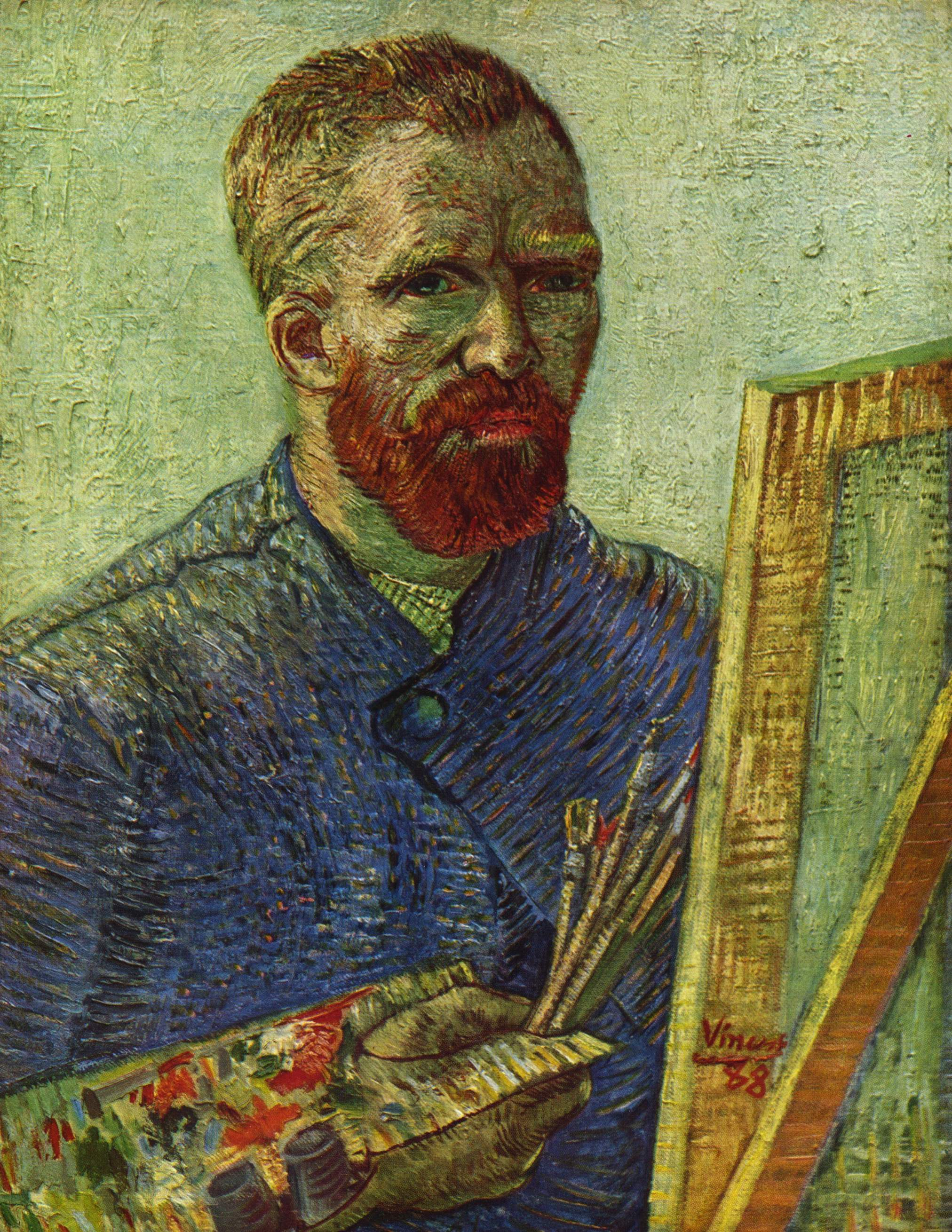
Vincent van Gogh: Autorretrato frente al bastidor
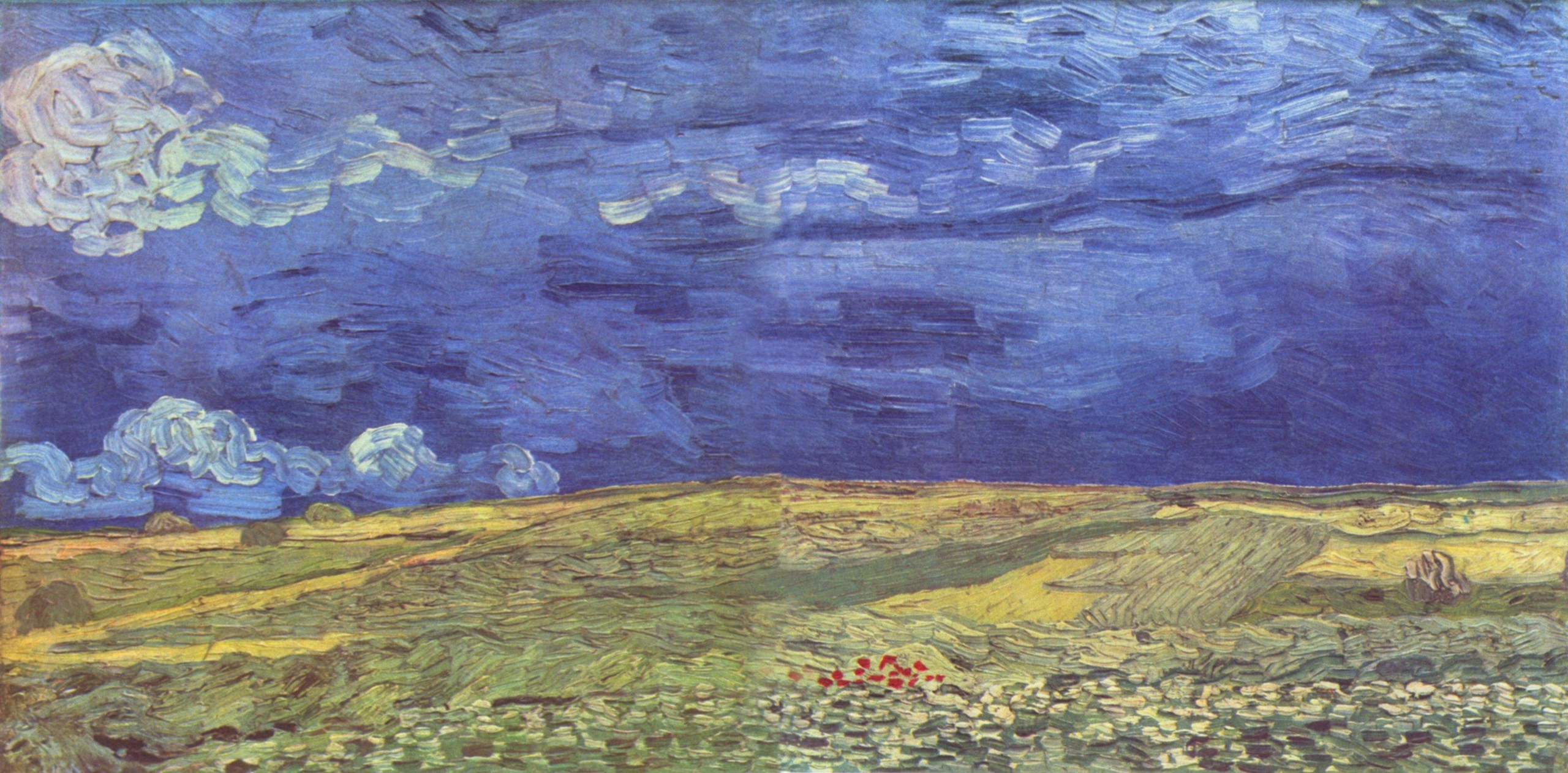
Vincent van Gogh: Campo bajo cielo tormentoso
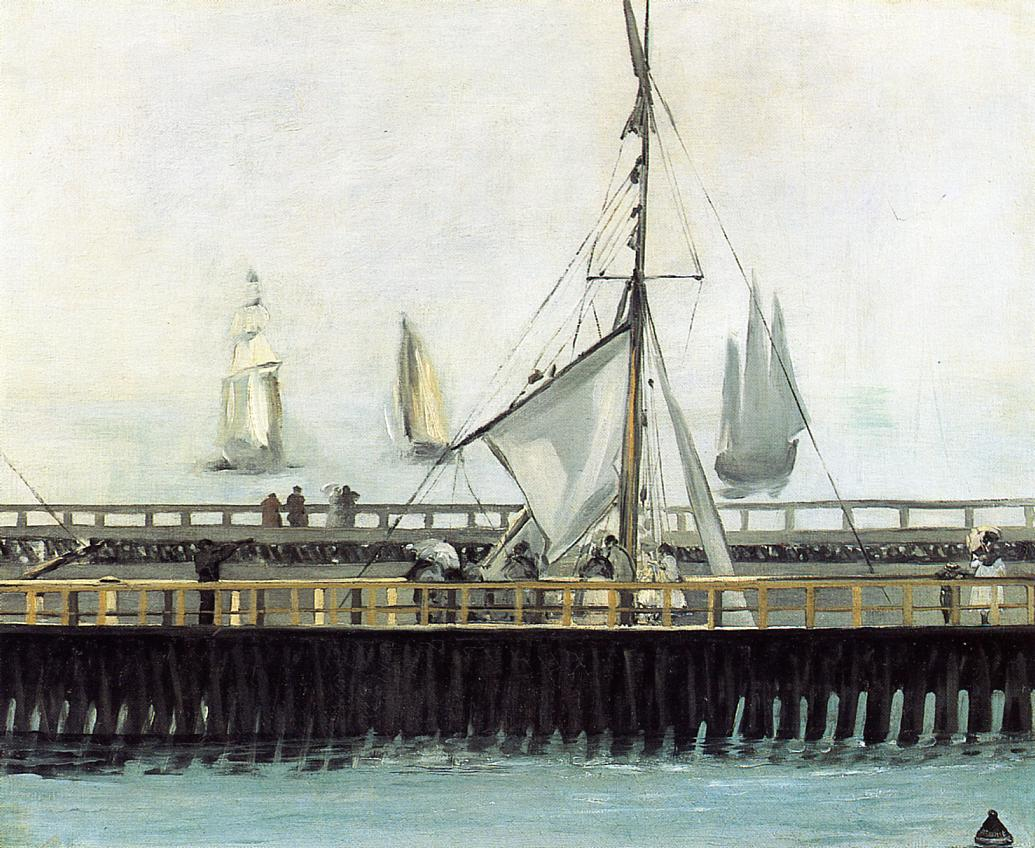
Edouard Manet: El malecón de Boulogne
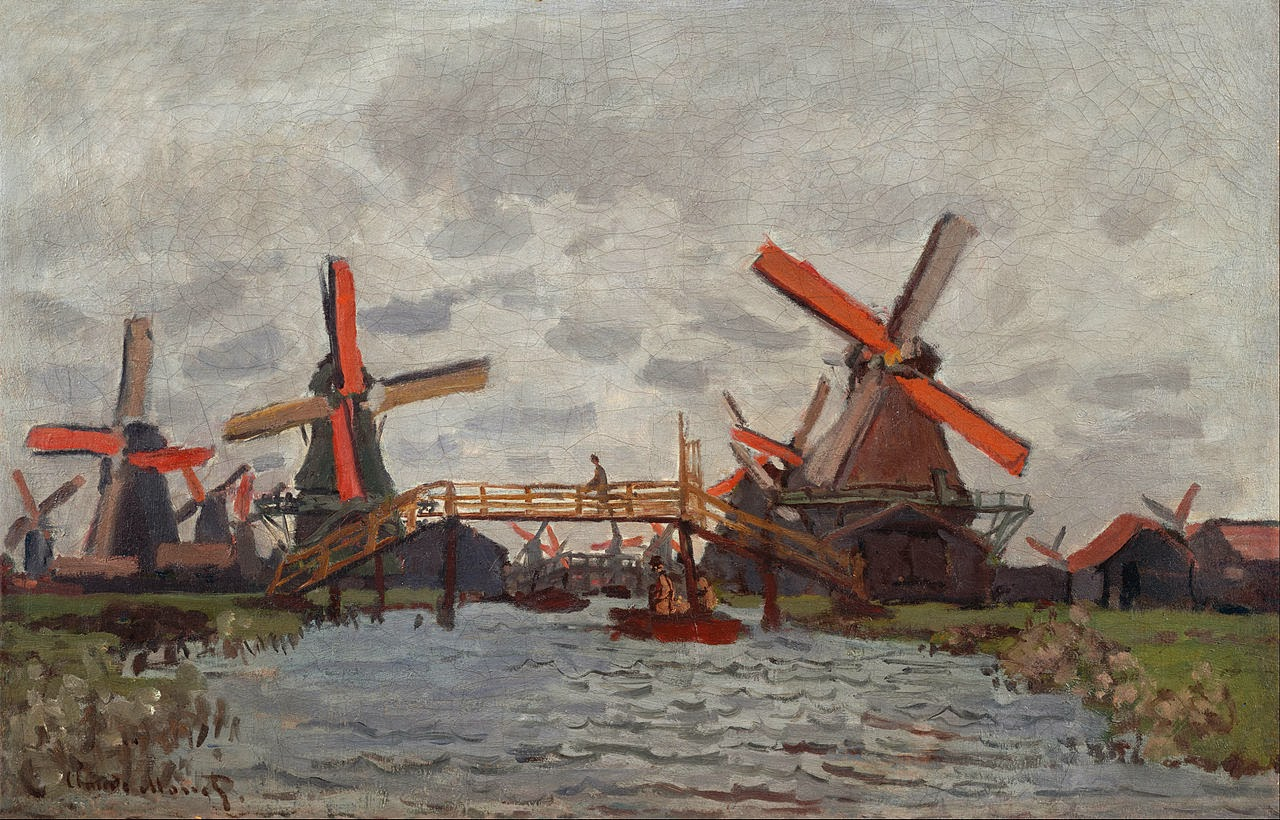
Claude Monet: Molinos de viento en las cercanías de Zaandam
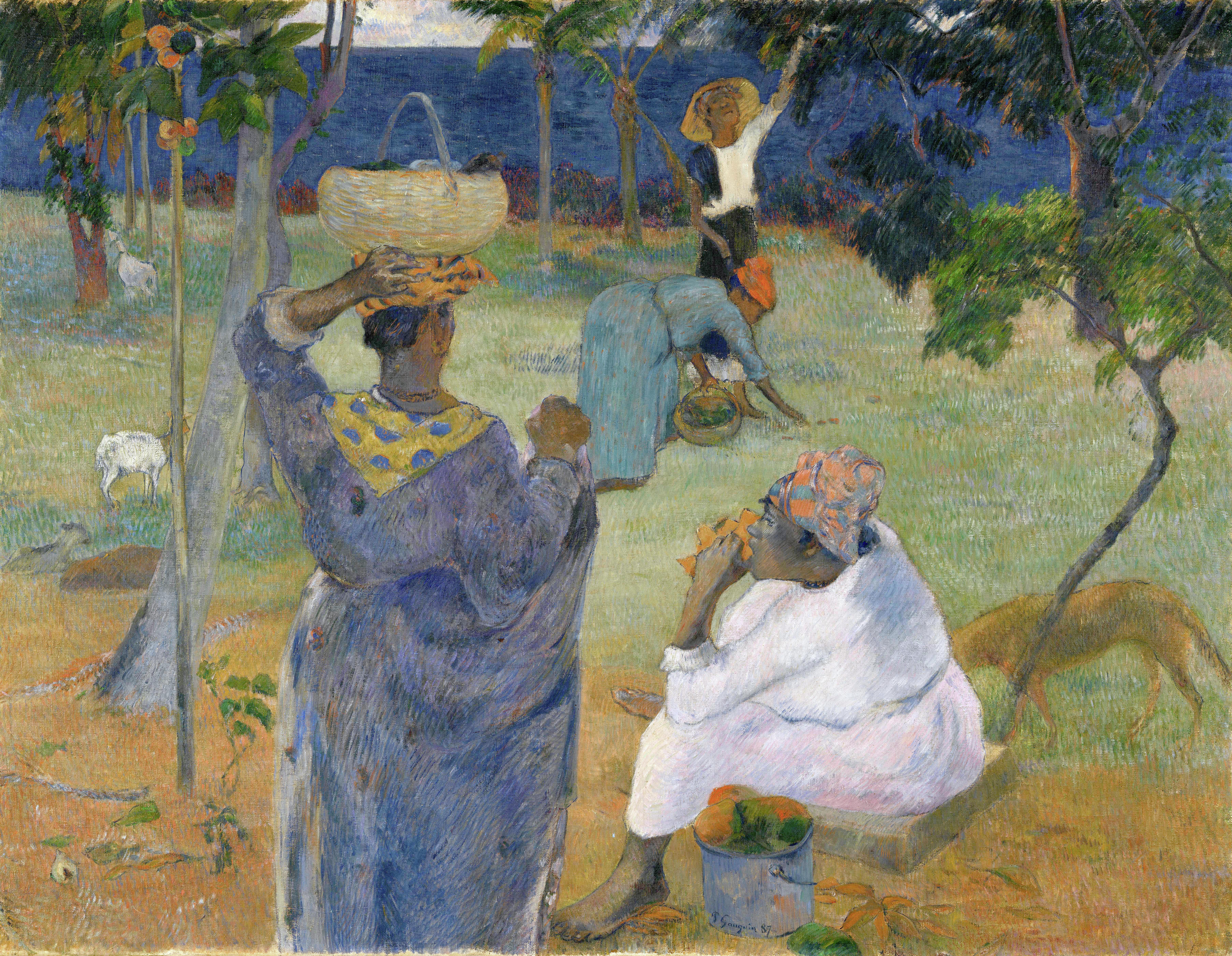
Paul Gauguin: Mangos
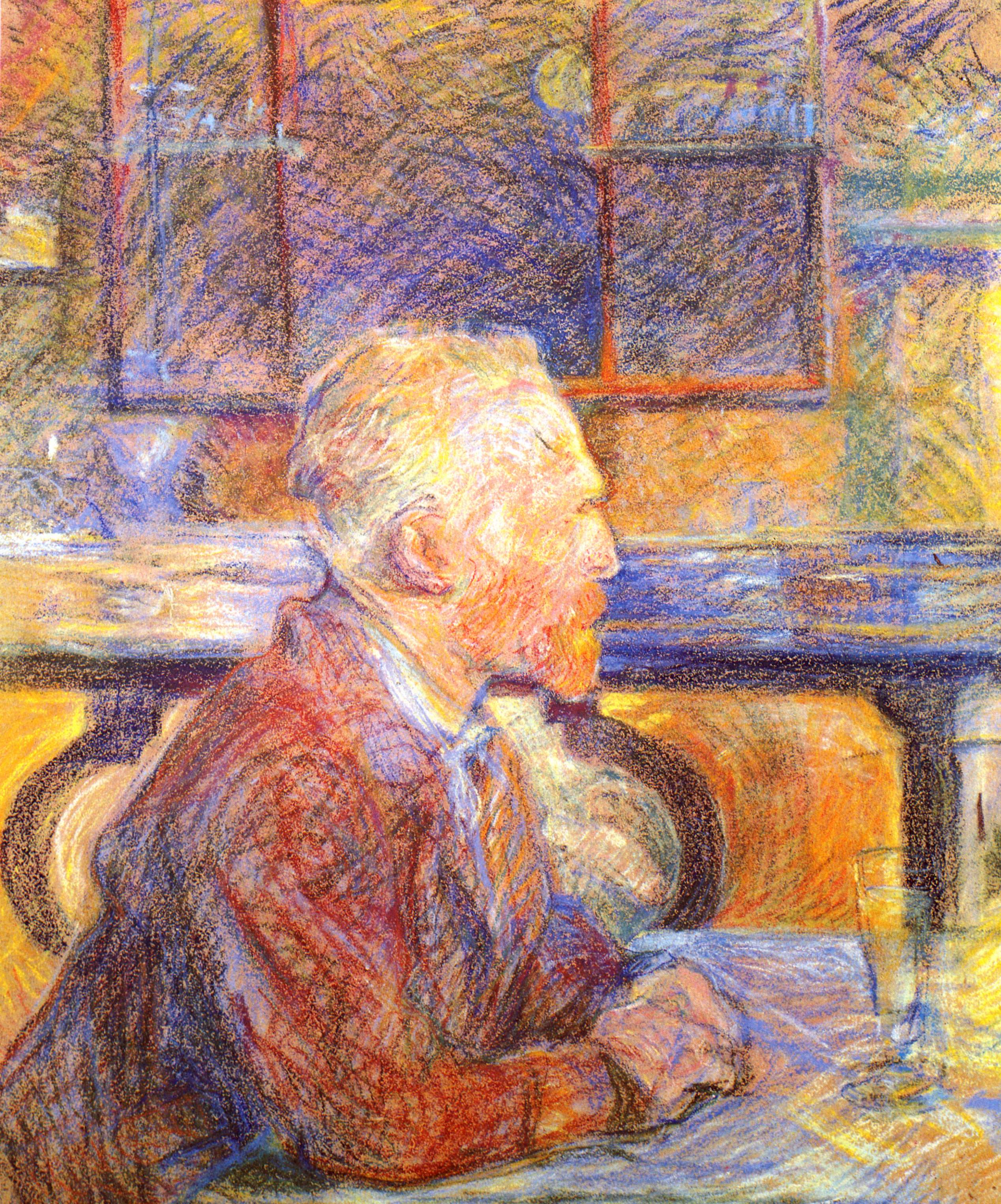
Toulouse-Lautrec: Retrato de Vincent van Gogh
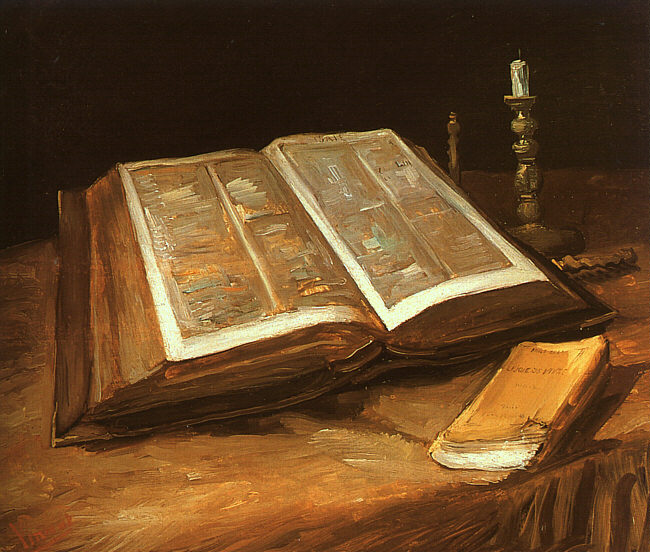
Vincent van Gogh: Naturaleza muerta con Biblia